# Noeetomima aberrans
Noeetomima aberrans är en tvåvingeart som beskrevs av Shatalkin 1992. Noeetomima aberrans ingår i släktet Noeetomima och familjen lövflugor. Inga underarter finns listade i Catalogue of Life.